# David José Gonçalves Magno
David José Gonçalves Magno também conhecido simplesmente por Major David Magno  MSCG • CvC com palma dourada •  OA •  MOCE •  MC1914 •  MV, (Lamego, 17 de Agosto de 1877 - Lamego, 30 de Setembro de 1957) foi um oficial do exército, publicista e etnólogo  

## Família
Do casamento com Antónia Augusta da Costa teve duas filhas que, já adultas, faleceram muito novas e um filho de nome Júlio David José Gonçalves Magno que cursou e abraçou a carreira de Medicina, tendo exercido inicialmente a sua actividade na cidade do Porto e posteriormente na cidade de Lamego, onde era muito estimado e conhecido por Dr. Magno.

## Biografia
No seguimento da sua carreira militar foi promovido a Alferes no ano de 1906, tendo sido neste posto que começou por se distinguir em Angola no ano de 1909 ao conseguir avançar com muita valentia para o interior e impôr a presença portuguesa na região dos Dembos, onde construiu o Forte de Santo António de Caculo Caenda, o qual serviu de base à pacificação total dessa região.
Esse feito é evocado junto do que foi a sua casa no lugar de Fafel em Lamego, dando a esse local o nome de Largo de Santo António de Cacúlo Caenda, evidenciado na respectiva placa toponímica.
Posteriormente e já no posto de Capitão, combateu em França durante a 1ª Guerra Mundial, como Comandante da 3ª Companhia do Batalhão de Infantaria nº 13 originário do Regimento de Infantaria Nº 13 em Vila Real, integrado na 5ª Brigada da 2ª Divisão do CEP, com particular destaque em termos de heroísmo e espírito de sacrifício, nomeadamente na Batalha de La Lys na região de Les Lobes, La Couture, Flandres nos dias 9, 10 e 11 de Abril de 1918, pelo que em pleno teatro de operações e perante a formação das forças presentes no terreno, recebeu do General Tamagnini de Abreu a primeira Cruz de Guerra relativa a esta Batalha.
Já no posto de Major e em 1932, pede antecipadamente a sua passagem à Reserva, continuando no entanto a ser prestável ao Exército agora somente com os seus contributos pelas Letras. De facto e paralelamente à sua carreira militar, exerceu intensa actividade literária com diversas obras, algumas das quais escritas com base na sua experiência de guerra. Assim, pertenceu à Comissão de História Militar, participou activamente com interessantes escritos na Revista Militar e foi membro da Sociedade Portuguesa de Antropologia e Etnologia.
Parte do seu espólio como militar encontra-se patente na Sala dedicada à 1ª Grande Guerra do Museu Militar de Lisboa.

## Toponímia
Existe na freguesia do Bonfim da cidade do Porto a Rua do Major David Magno, assim como na freguesia de Almacave da cidade de Lamego.